# Мазий, Светлана Ивановна
Светлана Ивановна Мазий (род. 30 января 1968, Киев) — украинская гребчиха, призер Олимпийских игр в Сеуле и Олимпийских игр в Атланте, участница Олимпийских игр в Сиднее и Афинах в составе сборной Украины. Заслуженный мастер спорта СССР (1991).

## Биография
Выступала за спортивное общество «Спартак» (Киев).
Дважды становилась серебряной медалисткой Олимпийских игр. Первую медаль Мазий выиграла на сеульской Олимпиаде в составе четверки сборной СССР (Ирина Калимбет, Светлана Мазий, Инна Фролова, Антонина Думчева). Серебряную олимпийскую медаль для Украины она завоевала на Олимпиаде в Атланте, снова в четверке, под руководством тренера Владимира Морозова.
Участвовала в сиднейской Олимпиаде (4 место в составе четверки) и олимпиаде в Афинах (6 место в составе двойки).
Была замужем за украинским гребцом Константином Проненко, есть сын.

### Награды
- Почётный знак отличия Президента Украины (07.08.1996)[6]